# Землетрясения на островах Бонин (2010)
Землетрясения на островах Бонин 2010 года — ряд мощных землетрясений магнитудой до 7,4, произошедших в 2010 году в окрестностях японских островов Бонин.
Первое из них, магнитудой 6,8 произошло 30 ноября 2010 года в 03:24:40 (UTC) в 671,8 км к юго-юго-востоку от города Сингу (префектура Вакаяма). Гипоцентр землетрясения располагался на глубине 470,0 километров. 
Землетрясение ощущалось в населённых пунктах: Аясе, Иокогама, Дзуси, Йокосука, Нарита, Токио и других населённых пунктах северо-восточного Хонсю. Подземные толчки ощущались также в префектурах: Тиба, Ибараки, Канагава, Мияги, Сайтама, Тотиги, Яманаси, Аомори, Гумма, Ивате, Нагано, Ниигата, Сидзуока, Ямагата, Айти, Акита. Сообщения о подземных толчках поступали с островов: Аогасима, Хатидзёдзима, Кодзусима, Микурадзима, Миякедзима, Ниидзима, Идзуосима, Тосима, Титидзима, Хахадзима, южного Хоккайдо
В результате землетрясения сообщений о жертвах и разрушениях не поступало.

## Повторные землетрясения
| - Карта сейсмической активности 21 декабря 2010 года - Карта сейсмической активности 22 декабря 2010 года |

21 декабря 2010 года в 17:19:40 (UTC) в этом же регионе, на глубине 14,0 км произошло повторное землетрясение, магнитудой 7,4. Эпицентр землетрясения находился в 969,2 км к юго-юго-востоку от города Татеяма (префектура Тиба). Подземные толчки ощущались в населённых пунктах острова Хонсю: Агуи, Тиба, Кавасаки, Митака, Иокогама, Йокосука, а также на островах: Титидзима, Хахадзима. Землетрясение ощущалось в префектурах Хонсю: Тиба, Фукусима, Ибараки, Ивате, Канагава, Мияги, Ниигата, Сайтама, Тотиги, Ямагата, Яманаси, Акита, Аомори, Гумма, Нагано, Сидзуока. Сообщения о землетрясении поступали с восточного и юго-восточного Хоккайдо, Аогасимы, Хатидзёдзимы, Кодзусимы, Микурадзимы, Миякедзимы, Ниидзимы, Идзуосимы. Сообщений о жертвах и разрушениях не поступало.
На следующий день, 22 декабря 2010 в 21:49:40 (UTC) на глубине 18 км произошло землетрясение магнитудой 6,4, с эпицентром, расположенным в 975 км к юго-юго-востоку от Татеямы. Землетрясение ощущалось на островах Титидзима и Хахадзима, а также в префектурах Канагава и Мияги (остров Хонсю). Сообщений о жертвах и пострадавших не поступало.

## Тектонические условия региона
В сложной тектонике, окружающей Филиппинские острова, преобладает взаимодействие Филиппинской тектонической плиты с более крупными Тихоокеанской и Евразийской плитами и меньшей Зондской плитой. Филиппинская плита необычна тем, что её границы представляют собой почти все зоны конвергенции плит. 
Тихоокеанская плита субдуцирована в мантию к югу от Японии, под островными дугами Изу-Бонин и Мариана, которые простираются более чем на 3000 км вдоль восточной границы Филиппинской плиты. Эта зона субдукции характеризуется быстрой конвергенцией плит и сейсмичностью высокого уровня, распространяющейся на глубины более 600 км. Из этой обширной зоны конвергенции здесь возможно возникновение сильных (M> 8,0) землетрясений. Считается, что низкое выделение сейсмической энергии является результатом слабой связи вдоль границы раздела плит.
К югу от Марианской дуги Тихоокеанская плита субдуцирована под островами Яп вдоль Япского желоба. Зона субдукции Рюкю связана с аналогичной зоной, впадиной Окинава. На северо-востоке Филиппинская плита поглощает Японию и восточную окраину Евразийской плиты в желобах Нанкай и Рюкю, простираясь на запад до Тайваня. В Нанкайской части этой зоны субдукции произошло несколько крупнейших землетрясений вдоль окраин Филиппинской плиты, в том числе два землетрясения магнитудой 8,1 в 1944 и 1946 годах.
Вдоль западной границы Филиппинской плиты сближение её с Зондской плитой обусловливает широкую и активную тектоническую систему, простирающуюся по обе стороны цепи Филиппинских островов. Регион характеризуется противоположными системами субдукции на восточной и западной сторонах островов, а архипелаг прорезан крупной структурой трансформации: Филиппинским разломом. Субдукция плит Филиппинского моря происходит на восточной окраине островов вдоль Филиппинского желоба и его северного продолжения — Восточного Лусонского прогиба. На западной стороне Лусона Зондская плита уходит на восток вдоль ряда желобов, включая Манильскую впадину на севере, меньшую впадину Негрос в центральной части Филиппин и впадины Сулу и Котабато на юге.
Сейсмическая активность в XX и начале XXI века вдоль границ Филиппинской плиты привела к семи сильным землетрясениям (M> 8,0) и 250 крупным землетрясениям (M> 7,0). Среди наиболее разрушительных были землетрясения в Канто в 1923 году, в Фукуи в 1948 году и в Кобе в 1995 году; землетрясения на Тайване в 1935 и 1999 годах; землетрясение магнитудой 7,6 в заливе Моро 1976 года и землетрясение магнитудой 7,6 на Лусоне (Филиппины) 1990 года.
Филиппинская тектоническая плита граничит с более крупными Тихоокеанской и Евразийской плитами и меньшей Зондской плитой. Филиппинская плита необычна тем, что её границы представляют собой почти все зоны конвергенции плит. Тихоокеанская плита субдуцирована в мантию к югу от Японии, под островными дугами Изу-Бонин и Мариана, которые простираются более чем на 3000 км вдоль восточной границы Филиппинской плиты. Эта зона субдукции характеризуется быстрой конвергенцией плит и сейсмичностью высокого уровня, распространяющейся на глубины более 600 км. Из этой обширной зоны конвергенции здесь возможно возникновение сильных (M> 8,0) землетрясений. Считается, что низкое выделение сейсмической энергии является результатом слабой связи вдоль границы раздела пластин.